# Гингер, Серж
Серж Ги́нгер (фр. Serge Ginger; 6 февраля 1928, Париж — 1 ноября 2011) — французский психолог и психотерапевт, теоретик гештальт-терапии, генеральный секретарь Французской федерации психотерапии (FFdP, 1995). Автор и соавтор двадцати книг, некоторые из которых переведены на английский, немецкий, итальянский, испанский, португальский, русский, польский, румынский, украинский, латышский, македонский, греческий, японский и китайский языки. На русский язык переведены «Гештальт: искусство контакта», «Практическое руководство для психотерапевтов» (в соавторстве с женой, Анной Гингер), лекция «Женский мозг — мужской мозг».
Основатель Парижской школы гештальта (EPG, 1971 год), Французского общества гештальта (SFG, 1981 год), президент FORGE (Международная федерация организаций, обучающих гештальту, 1991 год).
Родился в семье поэтов Анны Симоновны Присман и Александра Самсоновича Гингера. Получал образование в области психодрамы (с 1959 года), психоанализа (с 1968 года), гештальт-терапии (с 1970 года) и ДПДГ (с 2003 года).